# Yūki Togashi
Yūki Togashi (富樫勇樹?, Togashi Yūki; Shibata, 30 luglio 1993) è un cestista giapponese.